# IPod shuffle
L'iPod shuffle (tradotto in italiano come: casuale) fu un lettore di musica prodotto e commercializzato dalla Apple dal 2005 fino al 2017.
Questo modello è il primo tra tutti gli iPod a non utilizzare un hard disk per memorizzare le canzoni, ma una memoria a stato solido non espandibile integrata nel lettore.
Il lettore legge canzoni nel formato MP3, AAC, WAV, l'audio degli audiolibri e naturalmente i brani acquistati presso l'iTunes Store.
Il prodotto si distingue per un design interessante, per la notevole integrazione con il programma iTunes e per la possibilità di assegnare parte dello spazio disponibile alla realizzazione di un disco rimovibile utilizzabile dal sistema operativo del computer.

## Prima generazione
La prima versione dell'Apple shuffle venne presentata al pubblico l'undici gennaio del 2005 durante la mostra del Macworld Conference & Expo con lo slogan "The life is random" (La vita è casuale).
Il suo nome shuffle deriva dalla sua caratteristica principale, shuffle casuale. Quando è uscito, l'iPod shuffle è stato il primo iPod dotato di memoria flash anziché di un disco rigido.
Anteriormente è dotato di un pulsante centrale per avviare la musica e di quattro pulsanti disposti intorno a quello centrale che formano una ghiera. Posteriormente è dotato di un selettore che permette al lettore di utilizzare l'ordine di canzoni selezionato via computer o di accedere in modo casuale (shuffle) alle canzoni.
Nella parte superiore è presente l'alloggiamento per il "jack audio out" da 3,5 mm, mentre nella parte inferiore, coperta da un cappuccio, si trova la spina USB necessaria al collegamento con un computer e per ricaricare la batteria dell'apparecchio; in dotazione è presente un ulteriore cappuccio munito di cordino per appendere l'iPod.
È stato prodotto esclusivamente in policarbonato bianco.

## Seconda generazione
Il 12 settembre 2006 è stata presentata la nuova versione del lettore, caratterizzato da dimensioni più contenute rispetto al precedente e disponibile in versione da 1 o 2 GB.
È presente una clip per poterlo attaccare ai propri indumenti.
Apple ha deciso di rilasciarlo solo da fine ottobre 2006, vista l'enorme richiesta a cui ha dovuto far fronte.
I controlli principali sono rimasti uguali al modello precedente, salvo che per i tasti di accensione e modalità di riproduzione (lineare o casuale), che sono stati separati e posizionati sulla faccia superiore. Sul lato opposto è presente il jack audio standard da 3,5 mm che, insieme alla base (dock) a corredo, permette anche la ricarica e il trasferimento dei brani tramite il computer. Il case è in alluminio ed è disponibile nei colori argento, azzurro, rosso, verde e viola.
Nel febbraio 2008 è stato comunicato che il prezzo sarebbe sceso a 45 € e che ci sarebbe disponibile una versione da 2 GB al prezzo di 65 €.

Il 9 settembre 2008, in seguito alla presentazione della nuova linea di iPod, i colori precedenti sono sostituiti da altri più accesi uguali a quelli del nuovo iPod nano 4G: argento, azzurro, verde, rosso, rosa.

## Terza generazione
Il 13 marzo 2009 è stata presentata una terza versione del lettore. Essa ha uno spazio di memoria pari a 4 GB, con l'innovativa caratteristica del sistema Utility VoiceOver, una voce che informa sul brano che si sta ascoltando. Inoltre, ha la capacità di organizzare brani in playlist, funzionalità che non era ancora stata implementata sugli iPod shuffle precedenti.

I controlli sono ora posizionati sul cavo degli auricolari (gli auricolari compatibili con questo iPod sono specifici Apple - presentano un microchip particolare, studiato appositamente per la funzione di "Utility VoiceOver"); è sempre presente la clip per agganciare l'iPod ai vestiti. Il suo costo iniziale è di € 75 nelle versioni Silver e Black. Il 9 settembre 2009 sono stati introdotti i modelli colorati, ora l'iPod shuffle è disponibile in 5 colori (Silver, Black, blu, verde e rosa) nelle due versioni da 2 e 4 GB rispettivamente a € 55 e € 75. Sempre in quella occasione è stata presenta una Special Edition in acciaio lucido inossidabile con 4 GB di capacità, venduta solo negli Apple Store e nell'Apple Online Store al prezzo di € 95.

## Quarta generazione
Il 1º settembre 2010 viene presentata la quarta generazione dell'iPod shuffle. Il design viene ripreso da quello di seconda generazione, creato da un unico blocco di alluminio lucido, questa volta di forma quadrata. È stata anche ripresa la ghiera cliccabile sul fronte e la possibilità di scelta se ascoltare le proprie canzoni in ordine o in maniera casuale, con la possibilità di selezionare anche le playlist create sul proprio computer. Viene implementato ancora il Utility VoiceOver, già presente sulla versione precedente. Anche questa versione monta sul retro la clip per l'aggancio agli abiti. Tutti i controlli sono situati sull'iPod e non più sugli auricolari, permettendo così di utilizzare dispositivi di diffusione generici di qualunque marca anche non "brandizzati" o creati ad hoc da/per Apple e/o iPod Shuffle.
Al lancio i colori disponibili sono stati argento, rosa, azzurro, arancione e verde ad un costo di € 55.
Per la campagna sull'impatto ambientale di Apple, l'iPod shuffle è stato progettato con assenza di PVC e di ritardanti di fiamma bromurati. Il guscio in alluminio è altamente riciclabile e l'imballaggio è stato ridotto nelle dimensioni del 60% rispetto al precedente.
La quarta generazione è stata aggiornata il 12 settembre 2012, con l'uscita di iPhone 5. Oltre a quelle già proposte nel 2010, vengono aggiunte in questa versione altre quattro nuove colorazioni di iPod Shuffle (grigio siderale, viola, giallo e la speciale colorazione rossa).
Un altro aggiornamento avviene il 14 luglio 2015, durante la presentazione dell'iPod Touch 6G e dell'iPod Nano 8G. Questa volta le colorazioni rimangono solamente cinque: blu, rosa, argento, grigio siderale e per la prima volta viene presentata la versione oro. Il taglio rimane anche questa volta da 2 GB e il prezzo fisso di € 55.